# Hate Me
Hate Me —en español: Ódiame— es el quinto álbum de estudio de la banda de post-hardcore estadounidense Escape the Fate . El álbum fue producido por Howard Benson. El álbum presenta una nueva alineación; con Kevin "Thrasher" Gruft en la guitarra principal, bajo, programación y TJ Bell en la guitarra rítmica y el bajo. Es el primer álbum sin Michael y Monte Money . El álbum fue lanzado el 30 de octubre de 2015 a través de Eleven Seven Music

## Antecedentes
Después del regreso del bajista Max Green en 2013 y su segunda partida en 2014, la banda pasó por una serie de bajistas y dejó a la banda en un estado de incertidumbre. Kevin "Thrasher" Gruft y Tj Bell terminaron tocando el bajo en el álbum. La banda también perdió a los guitarristas Monte y Michael Money a finales de 2013. La banda ingresó al estudio el 10 de mayo de 2015 para comenzar a grabar el álbum. El 15 de agosto, los detalles del álbum se filtraron en línea, incluida una grabación de baja calidad de Just A Memory que se eliminó rápidamente, junto con la lista de canciones, la portada y la fecha de lanzamiento. Un pequeño clip de Just A Memory se filtró nuevamente horas antes del lanzamiento real del sencillo el 18 de agosto. Hate Me está repleto del tipo de grandes canciones de rock y "breakdowns" que han ayudado a Escape the Fate a alcanzar el estrellato post-hardcore. También el álbum tiene "killers riffs" . La nueva guitarra de Kevin "Thrasher" Gruft ayuda al grupo a alcanzar una vertiginosa precisión en "Just a Memory" y "Les Enfants Terribles", dos de los destacados ragers. Cuando cambian al rock folklórico de la canción "Let me Be", Gruft demuestra su versatilidad.

## Sencillos y promoción
A principios de agosto de 2015, la banda cambió todas sus fotos de redes sociales y publicaron la fecha "8.18.15", que se especuló que era un lanzamiento único o un anuncio del álbum.
El 18 de agosto, la banda lanzó el sencillo "Just A Memory" gratis en línea y anunció oficialmente el álbum junto con una gira mundial.
El tercer sencillo se llamaba "Breaking Me Down", que salió en 2016 junto con el vídeo musical.

## Listado de canciones
| N.º | Título                                          | Escritor(es)                                                                                                | Duración |  |
| 1.  | «Just a Memory»                                 | Craig Mabbitt, Robert Ortiz, Howard Benson, Kevin Gruft                                                     | 4:28     |  |
| 2.  | «Live for Today»                                | Kevin Gruft                                                                                                 | 4:41     |  |
| 3.  | «Remember Every Scar»                           | Gruft, Bell, Mabbitt, Ortiz, Johnny Andrews, Benson                                                         | 4:03     |  |
| 4.  | «Breaking Me Down»                              | Bell, Mabbitt, Ortiz, Jacoby Shaddix, Tobin Esperance, Anthony Esperance, Kevin Churko, Benson, Kevin Gruft | 3:31     |  |
| 5.  | «Alive»                                         | Gruft, Bell, Mabbitt, Ortiz, Michael Carey, Benson                                                          | 3:09     |  |
| 6.  | «Get Up, Get Out»                               | Gruft, Bell, Mabbitt, Ortiz, Joe Cotela, Drew Fulk, Benson                                                  | 3:58     |  |
| 7.  | «Hate Me»                                       | Gruft, Bell, Mabbitt, Ortiz, Esjay Jones, Benson                                                            | 4:09     |  |
| 8.  | «Les Enfants Terribles» (The Terrible Children) | Bell | 3:32     |  |
| 9.  | «I Won't Break»                                 | Gruft, Bell, Mabbitt, Ortiz, Brandon Saller, Fulk, Benson                                                   | 3:12     |  |
| 10. | «Let Me Be»                                     | Gruft, Bell, Mabbitt, Ortiz, Jason Phelps, Benson                                                           | 3:32     |  |

Edición Deluxe:
| Deluxe version |                                 |                                           |          |  |
| N.º            | Título                          | Escritor(es)                              | Duración |  |
| 11.            | «Redline»                       | Gruft, Bell, Mabbitt, Ortiz, Fulk, Benson | 3:28     |  |
| 12.            | «End of the World»              | Ortiz, Carey, David Walsh, Benson         | 3:36     |  |
| 13.            | «Just a Memory» (Mozaix remix)  |                                           | 3:55     |  |
| 14.            | «Live for Today» (Mozaix remix) |                                           | 3:57     |  |

## Personal
Escape The Fate
- Craig Mabbitt - voces, compositor
- Kevin "Thrasher" Gruft - guitarra principal, bajo, programación, coros
- TJ Bell - guitarra rítmica, bajo, coros
- Robert Ortiz - batería, percusión, coros

Producción
- Howard Benson - producción, mezclado

## Posiciones
| Listas (2015)                         | Posición |
| ------------------------------------- | -------- |
| Australia (ARIA)                      | 32       |
| Canadá (Billboard Canadian Albums)    | 84       |
| Estados Unidos (Billboard 200)        | 58       |
| Estados Unidos (Top Hard Rock Albums) | 2        |
| Estados Unidos (Independent Albums)   | 5        |